# Verbalisering (taalkunde)
Met verbalisering wordt in de taalkunde het vormen van een nieuw werkwoord als neologisme op basis van een of meerdere bestaande woorden, meestal uit een andere lexicale categorie (bijvoorbeeld die van de zelfstandige naamwoorden) bedoeld. Verbalisering is samen met substantivering de meest voorkomende vorm van conversie. Wanneer verbalisering gebeurt op basis van een ander werkwoord gaat het om een samenstelling waarin een ander woord is opgenomen (reik-halzen, klapper-tanden).
Technologische revoluties zoals de opkomst van Internet hebben voor vrij veel nieuwe woorden in de taal gezorgd, die meestal eerst als zelfstandig naamwoord zijn geïntroduceerd waarna er nieuwe werkwoorden van zijn afgeleid. Twee voorbeelden van aldus gevormde nieuwe werkwoorden zijn googlen en Internetten. Maar ook op basis van andere woordsoorten kan verbalisering plaatsvinden, ook al zijn de op deze manier gevormde werkwoorden meestal alleen gangbaar binnen specifieke kringen (zie ook jargon). 